# Ratusz w Jarosławiu
Ratusz w Jarosławiu – zabytkowy neorenesansowy budynek znajdujący się pośrodku Rynku w Jarosławiu.

## Historia
Pierwsza wzmianka o ratuszu w Jarosławiu pochodzi z końca XV w. – był on prawdopodobnie drewniany, gotycki, spłonął podczas pożaru w 1600 r. Na jego miejscu wzniesiono nowy, murowany ratusz, który w 1625 r. po kolejnym pożarze został odbudowany w stylu późnorenesansowym lub barokowym. Był wzniesiony na planie kwadratu z podcieniami.
W 1782 r. Austriacy wyburzyli jedno piętro, w latach 1782–1852 w ratuszu znajdowały się magazyny wojskowe. W 1852 r. budowlę odkupiło miasto, według projektu Antoniego Lamasche odnowiono ją i nadano jej cechy neogotyku angielskiego, a w latach 1895–1896 według projektu Franciszka Dolińskiego dobudowano rozebrane piętro oraz górną część wieży, całemu obiektowi nadając charakter neorenesansowy.
W 1900 roku od strony wschodniej do budynku dobudowano areszt, a w 1909 r. dobudowane zostało skrzydło zachodnie. Autorem projektu elewacji był Teodor Talowski. Od zakończenia II wojny światowej w ratuszu ponownie mieści się siedziba Urzędu Miasta.
Badania architektoniczne wykazały, że najstarsza część obecnie istniejącego budynku pochodzi z XVII w.

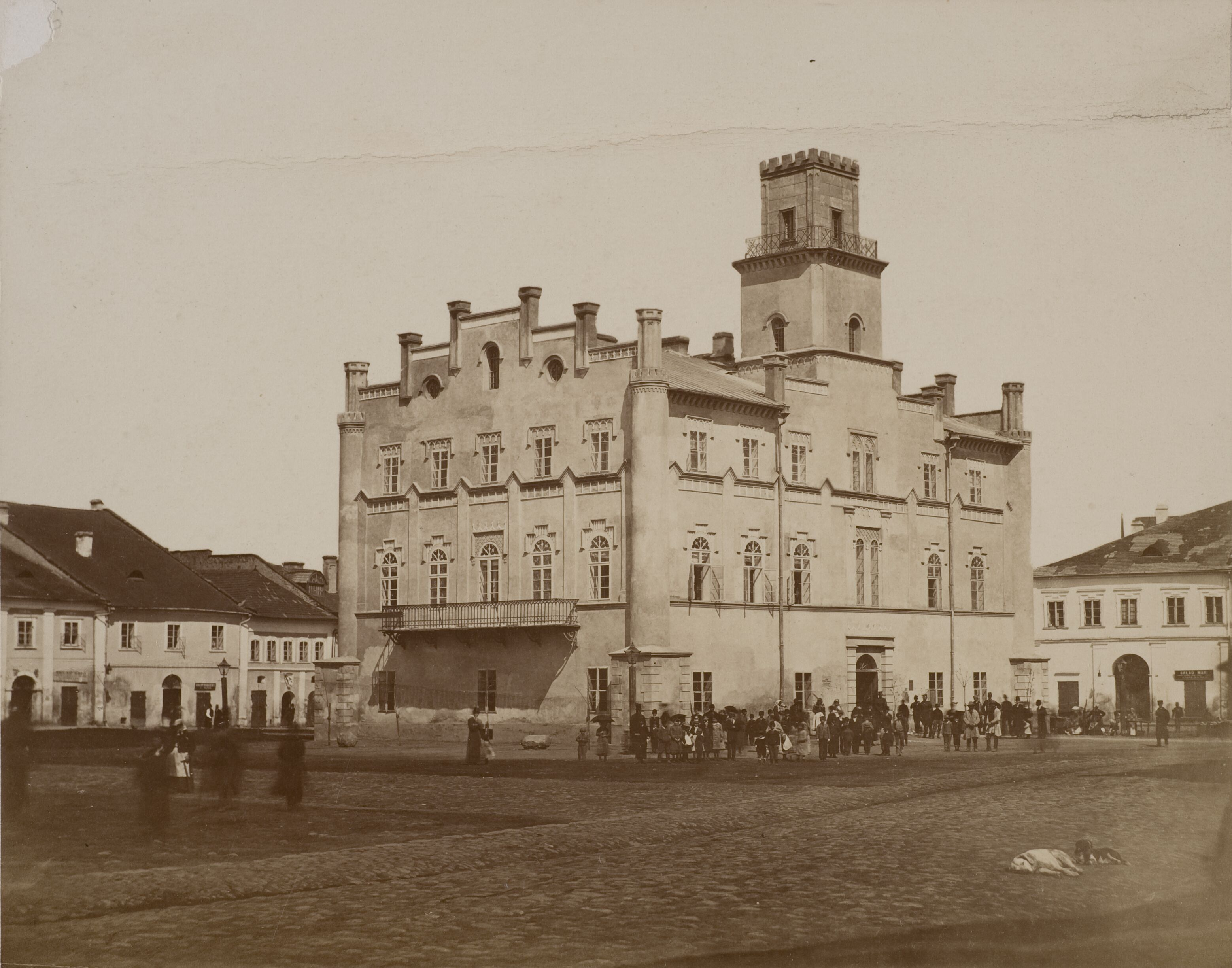
Ratusz około 1880
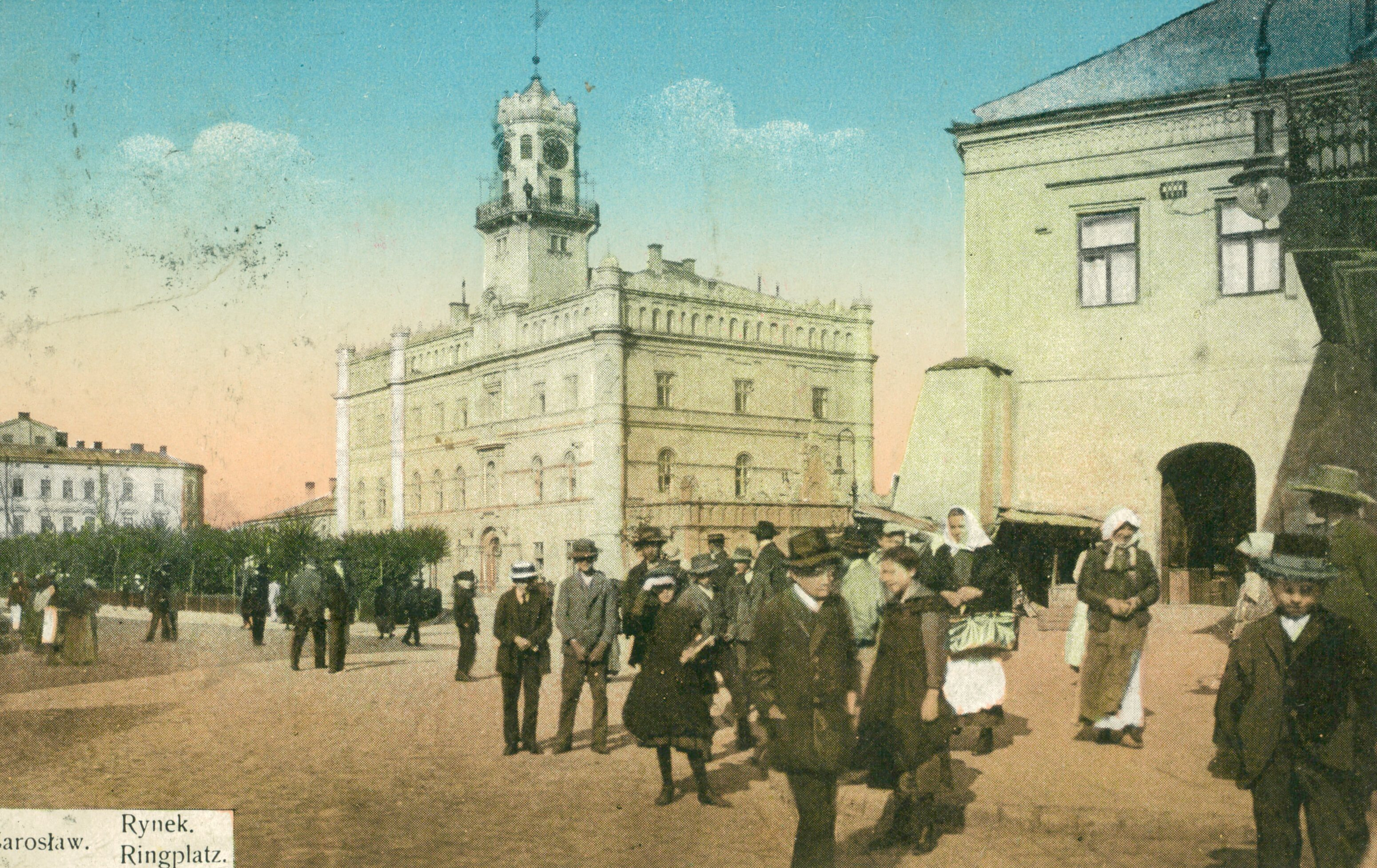
Ratusz około 1915
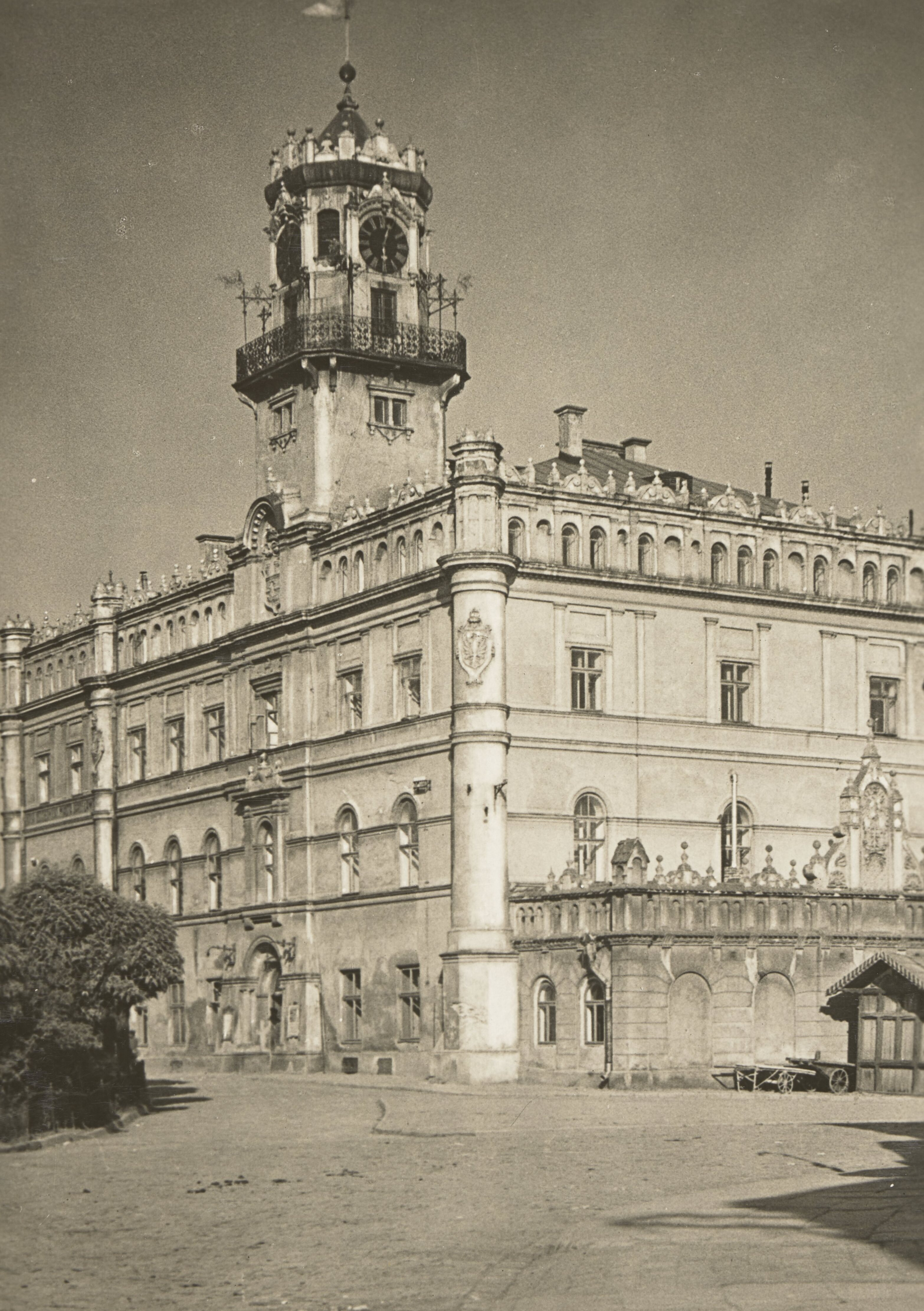
Ratusz w 1938

## Architektura
Budynek na planie prostokąta z zaokrąglonymi narożami, wzniesiony z cegły. Czterokondygnacyjny (ostatnią kondygnacją jest mezzanino) i częściowo podpiwniczony. Gotyckie piwnice nakryte są sklepieniami kolebkowymi i kolebkowymi z lunetami. Układ wnętrz dwuipółtraktowy.
Elewacje frontowa (południowa) oraz północna są ośmioosiowe, zdobione pasowym boniowaniem. Wejście główne znajduje się w elewacji frontowej, w płytkim ryzalicie.
Elewacja zachodnia jest pięcioosiowa, z wejściem ujętym w kolumnowy portal i balkonem na drugim piętrze. Elewacja wschodnia trzyosiowa, z parterową dobudówką przykrytą schowanym za attyką dachem pulpitowym.
Dach ratusza jest czterospadowy, z wieżą zegarową krytą hełmem. Zegar do niej został wykonany w pracowni Richarda Liebinga w Wiedniu, w 1896 r.
Powierzchnia użytkowa budynku wynosi 3200 m², kubatura liczy 10 040 m³.